# Rosa (Alabama)
 Rosa, Alabama és una població dels Estats Units a l'estat d'Alabama. Segons el cens del 2000 tenia 313 habitants.

## Demografia
Segons el cens del 2000, Rosa tenia 313 habitants, 125 habitatges, i 93 famílies La densitat de població era de 32 habitants/km².
Dels 125 habitatges en un 39,2% hi vivien nens de menys de 18 anys, en un 63,2% hi vivien parelles casades, en un 5,6% dones solteres, i en un 25,6% no eren unitats familiars. En el 24,8% dels habitatges hi vivien persones soles el 14,4% de les quals corresponia a persones de 65 anys o més que vivien soles. El nombre mitjà de persones vivint en cada habitatge era de 2,5 i el nombre mitjà de persones que vivien en cada família era de 2,99.
Per edats la població es repartia de la següent manera: un 27,8% tenia menys de 18 anys, un 6,7% entre 18 i 24, un 28,8% entre 25 i 44, un 20,4% de 45 a 60 i un 16,3% 65 anys o més.
L'edat mediana era de 36 anys. Per cada 100 dones hi havia 107,3 homes. Per cada 100 dones de 18 o més anys hi havia 101,8 homes.
La renda mediana per habitatge era de 40.000 $ i la renda mediana per família de 56.563 $. Els homes tenien una renda mediana de 31.250 $ mentre que les dones 30.625 $. La renda per capita de la població era de 17.042 $. Aproximadament el 6,2% de les famílies i el 7,5% de la població estaven per davall del llindar de pobresa.

## Poblacions properes
El següent diagrama mostra les poblacions més properes.